# Amsterdam (sång)
"Amsterdam" är en sång av den belgiske sångaren Jacques Brel. Den skrevs ursprungligen 1964, men aldrig för något studioalbum utan gavs ut för första gången på livealbumet Enregistrement Public à l'Olympia 1964. Sången är ett melankoliskt crescendo som redogör för sjömännens liv på Amsterdams landgångar.
Last.fm listar sången som en av de mest populära av Brel. Den har likheter med den engelska folksången "Greensleeves", och bland annat David Bowie har spelat in en version av sången. Före Bowie spelades sången in av Scott Walker.
Rikard Wolff har också spelat in en version av sången.